# Josep Socias Gradolí
Josep Socias Gradolí (Palma, Mallorca, 1857 - 1934) fou un polític mallorquí, diputat a les Corts Espanyoles durant la restauració borbònica.

## Biografia
Es llicencià en dret i va obtenir per oposició plaça de notari. Fou destacat membre del Partit Conservador, amb el que formà part de les comissions balears que informaren sobre el dret foral de Mallorca (1885-1999), a les que es mostrà partidari de l'uniformisme amb el codi civil espanyol, i president de la Diputació de les Illes Balears el 1896-1898 i el 1903-1905.
Fou diputat a Corts per Mallorca a les eleccions generals espanyoles de 1907, 1914, 1916, 1918, 1919, 1920. Durant aquests anys va trencar amb Antoni Maura i Montaner per donar suport Eduardo Dato e Iradier, fou degà del Col·legi d'Advocats de Mallorca (1911-1913) i president de la Companyia de Tramvies de Palma el 1919, càrrec des del qual va reprimir amb duresa les reivindicacions obreres. A les eleccions de 1923 fou desplaçat per Joan March Ordinas i es retirà de la política, tot i que durant la Segona República Espanyola va donar suport al seu partit, el Partit Republicà de Centre.

## Obres
- Derecho foral de Mallorca (1916)